# عصوية ذهبية مستنقعية
عصوية ذهبية مستنقعية (الاسم العلمي: Chryseobacterium palustre) هي نوع من البكتيريا، سلبية الغرام، تتبع جنس عصوية ذهبية.